# Terme romane (Misterbianco)
Le Terme romane di Misterbianco sono una parte dei resti di un acquedotto romano costruito tra la fine del II secolo e terminato intorno al VIII secolo dopo Cristo.

## Descrizione

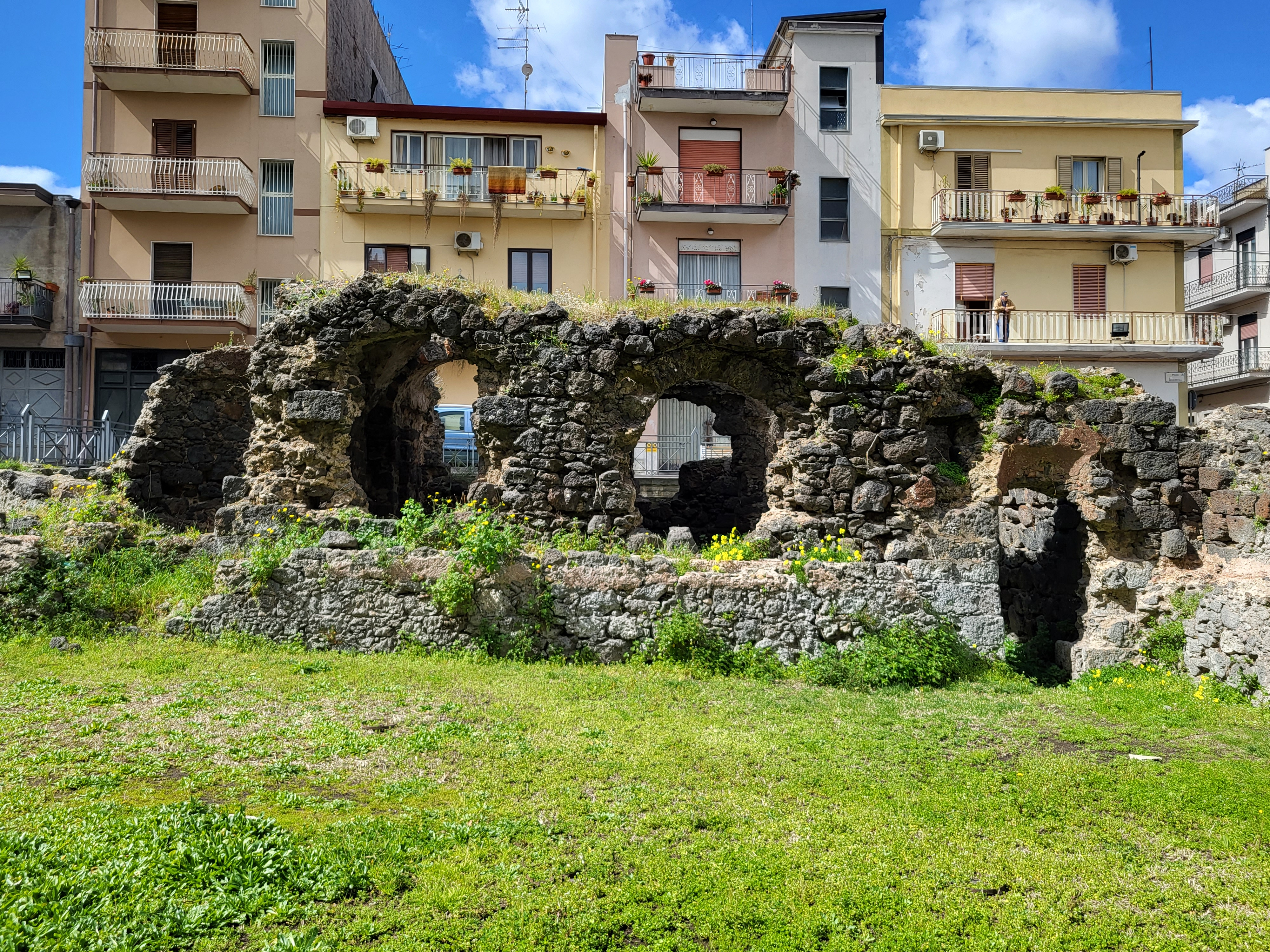
Le terme romane di Misterbianco, nel 2023.

Il sito si trova al centro della piazza della Resistenza nel comune di Misterbianco sul versante della periferia nord, a poca distanza dal centro storico. L'amministrazione comunale ha omaggiato l'antico acquedotto intitolandone a proprio nome (via delle Terme) una delle due strade che attraversano,  in corrispondenza, la piazza. La più antica menzione delle terme risale ad Ignazio Paternò Castello, Principe di Biscari. Anche Houel le segnalò e le raffigurò. 
Dalle poche notizie reperibili, si ha la certezza che la struttura venne ulteriormente adattata affinché divenisse fruibile come abitazione, ciò è dato dal fatto che le terme erano una proprietà privata al tempo in cui 
furono edificate; a partire dagli anni sessanta sono state oggetto di riqualificazione da parte dell'amministrazione comunale in seguito alla massiccia urbanizzazione che avvenne in quel periodo. 

## Ulteriori scoperte
Nel 1998, a seguito della demolizione di alcuni ruderi a poca distanza dalla piazza, lungo la via Giuseppe Garibaldi, sono stati riportati alla luce ulteriori resti del suddetto acquedotto romano. Dall'anno della scoperta il sito non è stato ancora reso disponibile al pubblico.

## Uso della struttura
Le terme furono edificate allo scopo di incanalare e agevolare il flusso d'acqua che scorreva dal comune più a monte di Santa Maria di Licodia fino a sfociare nella città di Catania, in modo da essere fruibile da tutti i paesi circondari in cui il torrente seguiva il percorso.

## Utilizzo odierno
Durante il periodo natalizio, nelle terme romane viene allestito un presepe con figurini ad altezza naturale.